# Católicos mangaloreanos
Dá-se o nome de católicos mangaloreanos (concani: Kodialche Katholik) são católicos romanos do antigo distrito de Canara Sul na costa da Índia. São pessoas de etnia concani e falam a língua concani. Uma expedição portuguesa chegou a Mangalor, em 1526, e iniciou suas atividades em torno da missão católica em 1534, quando Canara foi colocado sob a jurisdição eclesiástica do bispo de Goa.
A maioria dos antepassados dos católicos mangaloreanos foram goeses católicos, que haviam migrado para Canara Sul das cidades de Goa, um estado a norte de Canara, entre 1500 e 1763, durante a Inquisição e as guerras de Goa. Gradualmente aprenderam as línguas de Canara Sul mas mantiveram o concani como língua materna. Com o tempo, referir-se-iam a si próprios como católicos mangaloreanos para se distinguirem dos seus antepassados de Goa. A mais triste memória da sua história foi o cativeiro de 15 anos imposto pelos sultões de Tippu, o regente de Mysore de 24 de Fevereiro de 1784 a 4 de maio de 1799, em Seringapatam. 
A sua cultura é uma mistura de das culturas canarim e goesa. Após a migração, adotaram a cultura local canarim mas mantiveram muitas das suas tradições goesas. As peças peças e as contribuições para a literatura concani dos mangaloreanos são bem conhecidas. 
A diáspora católica mangaloreana está dispersa por todo o globo, com comunidades de emigrantes dos estados árabes do Golfo Pérsico e da anglosfera. A identidade católica mangaloreana tem sido ampliada nos últimos tempos para incluir emigrantes de ascendência mangaloreana católica.